# Lanzhou

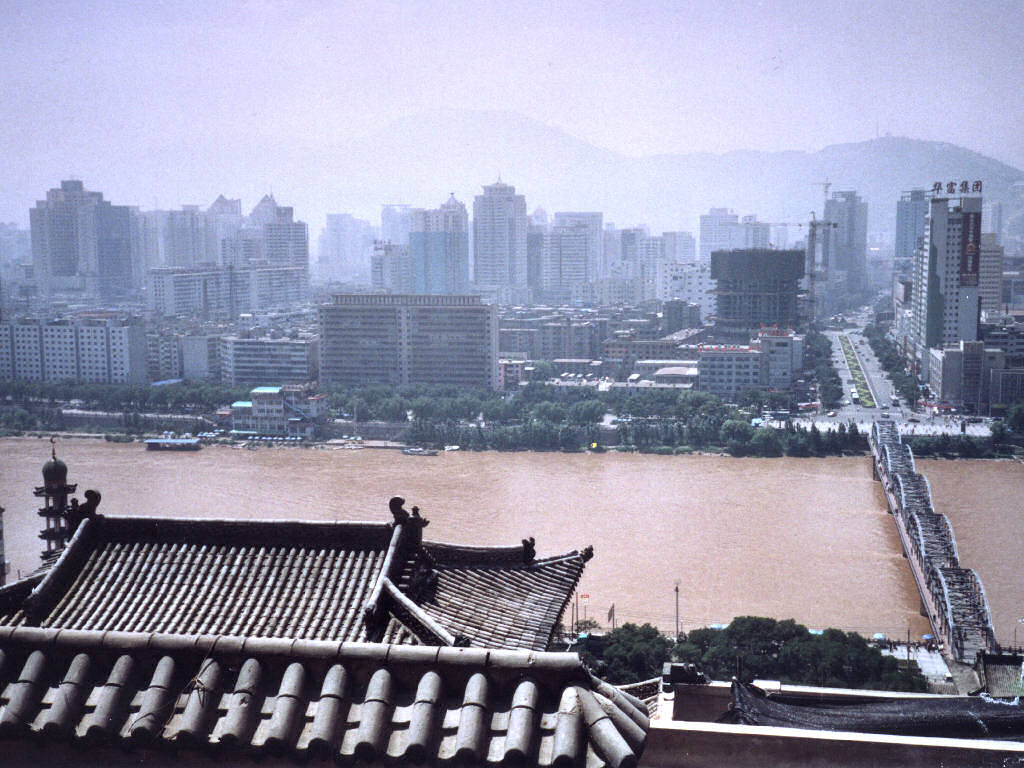
Widok na Huang He

Lanzhou (chiń. upr. 兰州; chiń. trad. 蘭州; pinyin Lánzhōu) – miasto o statusie prefektury miejskiej w Chinach, ośrodek administracyjny prowincji Gansu, port nad rzeką Huang He, położone ok. 1500 m n.p.m. W 2010 roku liczba mieszkańców miasta wynosiła 1 449 972. Prefektura miejska w 1999 roku liczyła 2 934 074 mieszkańców. Ośrodek atomistyki, przemysłu petrochemicznego, maszynowego i metalurgicznego. Siedziba rzymskokatolickiej archidiecezji Lanzhou.
Niegdyś ważny punkt na Jedwabnym Szlaku. Dużą część mieszkańców stanowią muzułmanie Hui, w mieście znajduje się wiele meczetów.

## Historia
Lanzhou, leżące na obszarze pierwotnie należącym do zachodnich plemion Qiang (Xi Qiang), zostało włączone w VI w. p.n.e. do państwa Qin. W 81 roku p.n.e., za panowania dynastii Han (206 p.n.e.–220 n.e.), Lanzhou ustanowiono siedzibą powiatu Jincheng, a później komanderii Jincheng; nazwę powiatu zmieniono wówczas na Yunwu. W IV w. miasto było przez krótki czas stolicą niepodległego państwa Qian Liang. Północna dynastia Wei (386–535) przywróciła komanderię Jincheng i powiat, który nazwano Zicheng.
Pod rządami dynastii Sui (581–618) miasto ustanowiono siedzibą prefektury Lanzhou. W 763 roku obszar najechali Tybetańczycy i zajmowali go do 843 roku, kiedy kontrolę nad nim odzyskali władcy dynastii Tang (618–907). W XI w. miasto zostało włączone do tanguckiego państwa Xixia, lecz już w 1041 roku odzyskała je dynastia Song (960–1279), przywracając mu nazwę Lanzhou. Od 1127 roku miasto kontrolowała dynastia Jin (1115–1234). W 1235 roku Lanzhou opanowali Mongołowie. Za rządów dynastii Ming (1368–1644) prefekturę Lanzhou zdegradowano do rangi powiatu i ustanowiono częścią prefektury Lintao. W 1666 roku Lanzhou uczyniono stolicą nowo powstałej prowincji Gansu. W 1739 roku przeniesiono z Lintao do Lanzhou siedzibę prefektury, nadając jej nazwę Lanzhou.
Miasto zostało poważnie zniszczone podczas powstania dungańskiego w latach 1862–1877. W 1909 roku otworzono w mieście uniwersytet. W czasie wojny chińsko-japońskiej (1937–1945) do Lanzhou poprowadzono drogę samochodową, łączącą z Xi’anem. Droga była głównym traktem komunikacyjnym w północno-zachodnich Chinach aż do wybudowania linii kolejowej Lanzhou-Urumczi. Miasto zostało zbombardowane przez Japończyków w czasie wojny.
Po 1949 roku Lanzhou zaczęto przekształcać w duży ośrodek przemysłowy. Lanzhou stało się centrum przemysłu petrochemicznego z dużą rafinerią, połączoną rurociągiem z polami naftowymi w Yumen, w zachodnim Gansu. W latach 60. XX wieku miasto zaczęto rozwijać pod kątem energetyki jądrowej.

## Podział administracyjny
Prefektura miejska Lanzhou podzielona jest na:
- 5 dzielnic: Chengguan, Qilihe, Xigu, Anning, Honggu,
- 3 powiaty: Yongdeng, Gaolan, Yuzhong.

## Miasta partnerskie
- Albuquerque, Stany Zjednoczone
- Akita, Akita, Japonia
- Christchurch, Nowa Zelandia